# Рамон Сампедро
Рамон Сампедро, пуно име Рамон Сампедро Камеан (шп. Ramón Sampedro Cameán; Пуерто дел Сол, 5. јануар 1943 - 12. јануар 1998) био је галисијски морнар и аутор две књиге. Након несреће остао је парализован и тридесет година је тражио право на добровољно одузимање живота. Он је био први грађанин Шпаније који је бранио ово право на суду.

## Биографија

### Инвалидност
Рамон Сампедро је рођен у рибарском граду на северу Шпаније. Са 19 година приступио је трговачком броду, где је радио као механичар, у жељи да види цео свет, па се једном нашалио и рекао како је то једини начин да путује бесплатно. Са само 25 година, Рамон Сампедро доживео је несрећу у близини свог дома. Не приметивши да је осека, скочио је у мутну воду и ударио главом о дно. Сломио је кичму и остао парализован од врата надоле (Квадриплегија - одузетост горњих и доњих екстремитета). Доктори су прогнозирали да ће живети најдуже три до четири године.
Међутим, Рамон је живео скоро 30 година, окружен породицом, прикован за кревет, у кући на фарми у близини обале где се догодила несрећа. Иако је био непокретан, то га није спречавало да чита, па чак и да пише. Писао је држећи оловку у устима. Породица му је пружала сву љубав и бринула се о њему. Водио је разне телефонске разговоре и многи су га посећивали. Био је захвалан на томе, међутим, за њега то није било довољно да би заволео живот. Осећао се као заробљеник у сопственом телу и желео је да изврши самоубиство, али у његовом стању то је било немогуће. Зато је затражио помоћ, али се нико није усудио да му помогне да себи одузме живот, па је почео да се бори за право на смрт. Био је први Шпанац који је јавно затражио еутаназију.

### Борба за право на еутаназију
Рамон је сматран за одличног психолога и био је јако одлучан у намери да оконча свој живот, тако да нико није успео да га одговори од тога. Убрзо је почео да води битку против државе, али се судије никако нису слагале са њим. Еутаназија није била дозвољена у Шпанији и било какво асистирање у самоубиству кажњавано је затвором од 6 до 10 година. Његови списи били су упечатљив захтев за слободу од бола. Бранио је своје право и желео је да контролише свој живот, али сваки покушај да се избори за право на суду, био је неуспео. Говорио је да свако има право на смрт. Подршку му је пружало удружење „Право на достојну смрт“ (шп. Derecho a Morir Dignamente - DMD).
Апсурдно је направити од човека роба „медицинске етике, свештеничког морала, или застрашујуће и претеће заштите свемогућег државног оца.“

### Смрт
Око три месеца пре своје смрти, отишао је у град Боиро у један стан и тамо је уз подршку и помоћ пријатељице Рамоне Манеиро (шп. Ramona Maneiro) прочитао своју вољу:
Господо судије, политичари и црквени великодостојници:
Након слика које сте управо видели, слика особе која брине о једном закржљалом и деформисаном телу, мом телу, ја вас питам: Шта за вас представља достојанство? Који год био одговор ваше савести, за мене ово није достојанство. Ово није достојанствен живот! Ја, исто као и неке судије и већина људи који воле живот и слободу, сматрам да је живот право, а не обавеза. Међутим, ја сам био приморан да трпим ову болну ситуацију током 29 година, 4 месеца и неколико дана. Одбијам да наставим овако! Ви који се запитате: Зашто да умрем сада, и на овај начин, ако је нелегално као и пре 29 година? Зато што, поред многих других разлога, пре 29 година слобода коју сада захтевам није била у саставу закона. Данас јесте. Ваше занемаривање је оно што ме тера да радим ово што радим.
Још мало и биће 5 година откако сам вам, у својој судској тужби, поставио следеће питање: „Да ли особа која ми помогне да умрем треба да буде кажњена?“ Према шпанском уставу, а ја нисам стручњак за те ствари, категорички не треба. Али меродавни, односно, надлежни суд одбија да одговори. Политичари и законодавци одговарају индиректно, правећи судску глупост у реформи Кривичног законика. И верници се моле Богу да тако буде. Ово није етички или морални ауторитет. То је политичко шепурење, нетолерантни патернализам и верски фанатизам.
Потражио сам помоћ у правди са циљем да моји поступци немају никакве кривичне последице ни по кога. Чекам већ 5 година. И пошто ми толико занемаривање личи на исмевање, одлучио сам да ставим тачку на све ово, и то на начин који ми делује највише достојанствен, хуман и рационалан. Као што можете да видите, поред себе имам чашу воде која садржи дозу калијум - цијанида. Када попијем ово, доборовољно ћу се одрећи своје легитимне и приватне својине, односно, свог тела. Такође ћу бити ослобођен понижавајућег ропства – квадриплегије.
Овај чин ослобођења уз нечију помоћ, ви називате сарадњом у самоубиству или помагањем у самоубиству. Међутим, ја ово сматрам неопходном и хуманом помоћи, како бих био власник онога што човек једино може назвати својим, а то је тело и оно што иде уз њега - живот и свест.
Можете да казните ближњег који ме је волео и био доследан тој љубави, односно, волео ме као што воли себе. Јасно је да је морао да превазиђе психолошки страх од ваше освете - то је цео његов злочин. Поред тога да прихвати моралну обавезу да уради оно што треба, односно, оно што га најмање занима, а највише боли. Да, можете да га казните, али знате да је то онда само освета, легална, али не и легитимна. Знате да је неправда, јер нема ни најмање сумње да сам једини кривац за своје поступке ја и само ја. Али, ако упркос мојим разлозима одлучите да примените те застрашујуће казне, саветујем Вас и молим, да урадите оно праведно: исеците сараднику руке и ноге зато што ми је управо то било потребно од те особе. Свест је била моја, па су тако и последице и намера такође моји. Господо судије, одрицање од приватне својине сопственог бића је највећа културна лаж. За културу која приватну својину сматра светом, између осталог, и земљу и воду, неправда је порећи најприватнију својину од свих - нашу личну Домовину и Краљевство. Наше тело, живот и свест – Наш Универзум.

Господо судије, политичари и црквени великодостојници: Није да се моја свест нашла заробљена у деформисаном, закржљалом и неосетљивом телу, већ у деформитету, атрофији и неосетљивости ваших савести.
Затим је попио воду са калијум – цијанидом. Будући да није било никаквих доказа, никог нису могли да ухапсе. Његова пријатељица Манеиро одведена је у полицију, где је провела два дана. Пуштена је због недостатка доказа и случај је затворен. Његова смрт узбуркала је шпанску јавност и привукла пажњу других земаља. На сахрани, која је одржана у његовом родном граду, присуствовао је велики број људи. Међутим, одлуком породице није извршена Рамонова последња жеља, да буде кремиран, а пепео расут у море са литице где је направио свој последњи скок.

## Дела
Написао је две књиге:
- (Писма из пакла). Изашла 1996. године. Његова прва књига која има више издања. Године 2005. продато је више од 100.000 примерака. Књига садржи писма Рамона Сампедра и различитих људи. Објављивање Писама покренуло је јавну дебату о еутаназији.
- (Када паднем). Изашла 1998. године. Посмртна збирка поезије на галисијском језику која је касније преведена и на шпански (кастиљански), са предговором чувеног шпанског писца Мануела Риваса (Manuel Rivas), пријатеља Рамона.

Књиге које су написане о Рамону:
- , (Флоренсио Мартинес Агинагалде, Признајем свој кукавичлук: говор у одбрану Рамона Сампедра), Билбао 2005.
- (Рамона Манеиро, Драги Рамон: Доказ љубави) Мадрид. Рамона Манеиро прича о својој љубави према Рамону и како је дошла до одлуке да му помогне да побегне од живота, кроз шта је она прошла после његове смрти, и зашто је седам година касније одлучила све да каже.

"Espero que Ramón, esté donde esté, me guíe en este relato. Es mío y es suyo: es el hijo que no pudimos tener."
„Надам се да ће ме Рамон, где год био, водити кроз ову причу. Она је моја и његова: то је дете које нисмо могли да имамо.“

## Живот је море
Живот је море (Mar adentro) је шпански филм који говори о животу Рамона Сампедра. Снимљен је 2004. године. Режирао га је Алехандро Аменабар (шп. Alejandro Amenabar). Главну улогу тумачи Хавијер Бардем (шп. Javier Bardem), а са њим игра и глумица Белен Руеда (шп. Belén Rueda).
Спада у 10 најгледанијих и најнаграђиванијих хиспанских филмова. На фестивалу Гоја освојио је 14 Награда Гоја, и због тога представља најнаграђиванији шпански филм.
„Море му је дало живот, море му га је и узело!“